# 押しの子
漫画の題名だとすると、もしかして
- 【推しの子】

ではありませんか？